# Attius Laco
Attius Laco (sein Praenomen ist nicht bekannt) war ein im 1. Jahrhundert n. Chr. lebender römischer Politiker.
Durch Münzen ist belegt, dass Laco während der Regierungszeit von Nero (54–68) Statthalter (Proconsul) in der Provinz Bithynia et Pontus war; er amtierte wahrscheinlich um 54/55 in der Provinz.